# John Fardell
John Fardell (* 1967 in der Nähe von Bristol) ist ein englischer Karikaturist, Schriftsteller und Illustrator, der unter anderem Fantasy-Kinderbücher verfasst.
Fardell lebt heute in Edinburgh mit seinen zwei Kindern. Er besucht Schulen, spricht über seine Bücher und lehrt Kinder, wie man Comics und Bücher erstellt.

## Auszeichnungen
Im Jahr 2013 wurde Fardells Werk Der Tag, an dem Louis gefressen wurde für den Deutschen Jugendliteraturpreis nominiert.

## Werke
Fardell ist unter anderem Schriftsteller und Illustrator von Kinderbüchern. Davon wurden einige auch ins Deutsche übersetzt.

### Abenteuergeschichten für Kinder
- The Seven Professors of the Far North, veröffentlicht 2004, deutscher Titel: Der finstere Plan des Professor Murdo bzw. Sam Carnabie jagt Professor Murdo
- The Flight of the Silver Turtle, veröffentlicht 2006, deutscher Titel: Der Flug der Silbernen Schildkröte bzw. Sam Carnabie jagt die Silberne Schildkröte
- The Secret of the Black Moon Moth, veröffentlicht 2009, deutscher Titel: Sam Carnabie jagt den Schwarzen Mondfalter

### Bilderbücher für Kinder
- Manfred the Baddie, veröffentlicht 2008
- Jeremiah Jellyfish Flies High, veröffentlicht 2010
- The Day Louis Got Eaten, veröffentlicht 2011, deutscher Titel: Der Tag, an dem Louis gefressen wurde